# Teckentrup

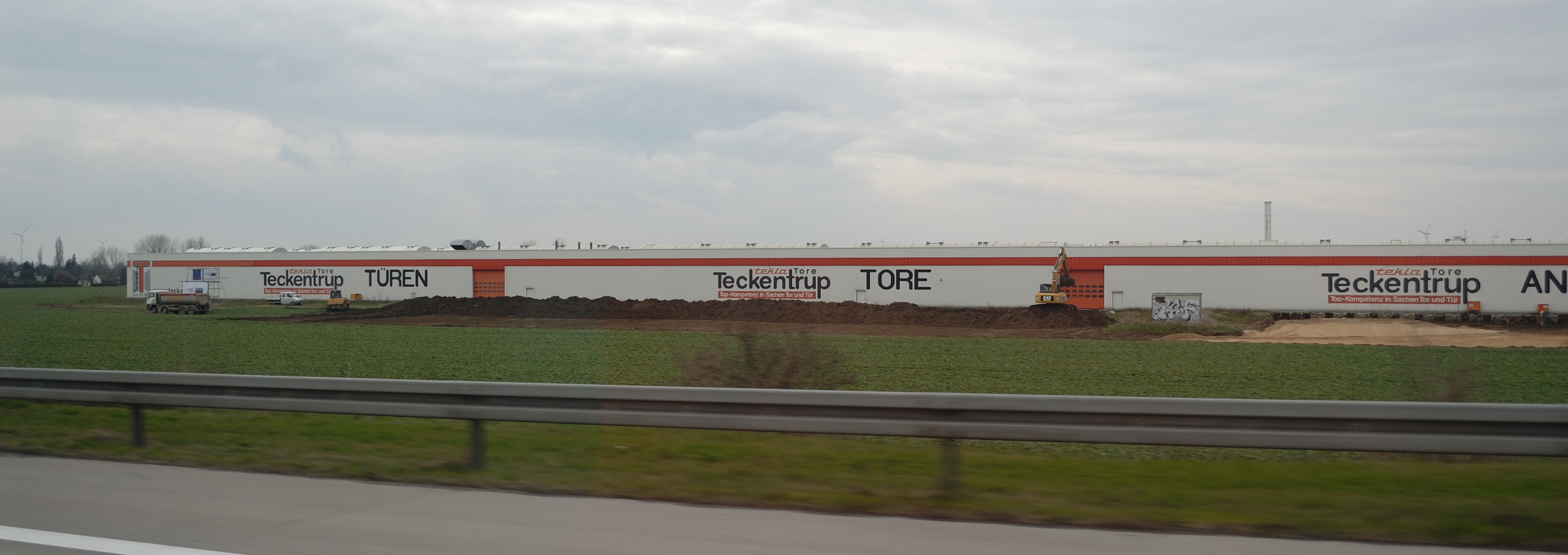
Werk Großzöberitz

Die Teckentrup GmbH & Co. KG ist ein 1932 gegründetes Unternehmen, welches Tore und Türen aus Metall produziert. Den Sitz hat das Unternehmen in der ostwestfälischen Stadt Verl (Kreis Gütersloh) im deutschen Bundesland Nordrhein-Westfalen. Nach eigener Angabe zählt Teckentrup zu den größten Herstellern von Türen und Toren in Europa. Teckentrup beschäftigt ungefähr 950 Mitarbeiter und hatte im Jahre 2011 nach Angaben der Zeitschrift Metallbauzeitung einen Umsatz von circa 140 Mio. Euro erzielt.
Das Produktportfolio umfasst unter anderem Feuerschutz- und Rauchschutztüren sowie Garagen- und Industrietore. Die Produkte sind sowohl für den industriellen als auch den privaten Bereich ausgelegt. Das Unternehmen besitzt eigene Patente sowie internationale Zulassungen.

## Geschichte
1932 wurde das Unternehmen von Walter Teckentrup in Gütersloh als Schlosserei gegründet, die Spezialisierung auf Türen und Tore erfolgte 1960. Im Jahre 1978 zog das Unternehmen nach Verl-Sürenheide, inzwischen wird auch in Großzöberitz in Sachsen-Anhalt produziert. Seit 1998 wird das mittelständische Familienunternehmen in dritter Generation mit Schwerpunkt Sicherheits- und Feuerschutztechnik geführt.

## Standorte
In Verl befindet sich die Hauptverwaltung und das Hauptwerk Teckentrups. Ein weiteres Werk befindet sich in Großzöberitz. Darüber hinaus betreibt Teckentrup Vertriebsniederlassungen in Frankreich, Großbritannien, Irland, den Niederlanden, Polen, Schweden, der Schweiz, Südafrika und der Tschechischen Republik.